# Mimumesa atratina
Mimumesa atratina är en stekelart som först beskrevs av Ferdinand Morawitz 1891.
Mimumesa atratina ingår i släktet Mimumesa och familjen Crabronidae. Arten är reproducerande i Sverige.